# Krambach
Der Krambach ist ein knapp zwei Kilometer langer linker Zufluss des Krümmelbachs in Rheinland-Pfalz.

## Verlauf
Der Krambach entspringt auf der Stadtgemarkung von Wirges in einem Sumpfgebiet zwischen Leuterod im Norden und der Stadt. Er fließt in meist südlicher bis südöstlicher Richtung, anfangs zwischen den Bergen Steimel (333,2 m ü. NHN) rechts und Hölzberg (322,7 m ü. NHN) links hindurch. Später unterquert er die Kannenbäckerstraße (L 300) von Moschheim nach Wirges und mündet in einer Aue an der Stadtgrenze von Wirges zur Ortsgemeinde Staudt von links in den Krümmelbach, an derselben Stelle wie der Schwarzbach, der aus stärker westlicher Richtung zuläuft.

## Daten und Wasserqualität
Der Krambach ist durchschnittlich etwa ein bis anderthalb Meter breit, sein Einzugsgebiet ist ungefähr 2,3 km² groß.
Der Bach ist durch den tonhaltigen Boden, sowie wegen der nahen Tongruben im Vergleich zum Schwarzbach und Krümmelbach stark verschmutzt.